# Mohammad al-Sahlawi
Mohammad Al-Sahlawi, né le 10 janvier 1987 à Al-Hufuf, est un footballeur international saoudien, évoluant au poste d'attaquant.

## Carrière
Al-Sahlawi est formé à l'Al-Qadisiya. Il joue son premier match en professionnel en 2005. Al-Qaisiya joue alors trois saisons dans le bas de tableau avant de finir bon dernier en 2008. Al-Sahlawi est ENSUITE prêté à l'Al-Fateh alors que son club est relégué.
Néanmoins, l'attaquant saoudien revient dans son club formateur pour la saison 2008-2009 et remporte le titre de champion de seconde division. Cependant, dès cette remontée, il signe avec l'Al Nasr Riyad. Dès sa première saison dans sa nouvelle équipe, il s'impose comme une pièce maîtresse, inscrivant onze buts et se classant troisième du classement des buteurs en 2010. 
En 2010, il fait ses débuts en équipe d'Arabie saoudite contre l'Espagne dans le cadre d'un match amical. Durant cette rencontre, il inscrit un but. Il ne fait qu'une apparition en 2010 avant de revenir en sélection l'année suivante. 
Après une saison 2010-2011 décevante, il inscrit quinze buts en 2011-2012, se classant deuxième ex æquo du classement des buteurs. 

## Palmarès

### Club
| Al-Qadisiya - Champion de seconde division saoudienne en 2009 |

### Distinctions personnelles
- Co-meilleur buteur des éliminatoires de la Coupe du monde 2018 : zone Asie (16 buts), avec Ahmed Kalil
- Co-meilleur buteur des éliminatoires de la Coupe du monde 2018 (16 buts), avec Robert Lewandowski et Ahmed Kalil